# IC 2475
IC 2475 је спирална галаксија у сазвјежђу Лав која се налази на листи објеката дубоког неба у Индекс каталогу.
Деклинација објекта је + 29° 47' 32" а ректасцензија 9h 27m 54,3s. Привидна величина (магнитуда) објекта IC 2475 износи 15,2 а фотографска магнитуда 16,0. IC 2475 је још познат и под ознакама MCG 5-22-49, CGCG 152-6, CGCG 151-87, NPM1G +30.0164, PGC 26851.